# 익산지원중학교
익산지원중학교(益山芝園中學校)는 대한민국 전북특별자치도 익산시 마동에 있는 공립 중학교이다.

## 학교 연혁
- 1924년 4월 10일 : 이리공립고등여학교로 개교
- 1951년 8월 26일 : 3년제 중학교로 학제 변경(이리여자중학교)
- 2000년 3월 1일 : 익산지원중학교로 학교명 변경
- 2005년 7월 25일 : 현 교사로 신축 이전
- 2021년 9월 1일 : 제31대 강철수 교장 부임
- 2024년 2월 7일 : 제73회 졸업(112명) (총 졸업생 수 29,154명)
- 2024년 3월 4일 : 입학(신입생 126명 입학, 총 학생 수 375명)

## 참고 자료
- 익산지원중학교 - 한국교육학술정보원 학교알리미